# Уда (притока Сорота)
Уда (рус. Уда) мања је река на западу европског дела Руске Федерације. Протиче преко централних делова Псковске области, односно преко територија Бежаничког и Новоржевског рејона. Десна је притока реке Сорот у коју се улива на њеном 65. километру узводно од ушћа у Великају, те део басена реке Нарве и Финског залива Балтичког мора.
Укупна дужина водотока је 63 km, док је површина сливног подручја око 871 km².
Њене најважније притоке су Цвенка (дужине тока од 37 km) и Деревка (33 km) са десне и Ревка (29 km) са леве стране.